# Kris Wedderburn
Kris Alexander Wedderburn (17 giugno 1995) è un giocatore di football americano britannico, che gioca come wide receiver per i Cologne Centurions.
Dopo aver giocato per i Birmingham Bulls e per la squadra universitaria britannica dei Bristol Pride, nel 2017 si trasferisce ai Sandwell Steelers e nel 2018 agli spagnoli Valencia Firebats. Trascorre quindi una stagione nel campionato turco ai Koç Rams per poi passare ai cechi Brno Sigrs e l'anno successivo tornare in Gran Bretagna, dove passa due stagioni con i Tamworth Phoenix, intervallate dalla militanza negli Istanbul Rams della ELF e da un incontro come membro dei Sealand Seahawks. Dal 2023 milita nei Cologne Centurions, con un passaggio ai Marburg Mercenaries.

## Palmarès
- 1 1. Lig (Koç Rams, 2019)